# الشق بين الأرداف
الشق بين الأرداف (بالإنجليزية: Intergluteal cleft)‏، ويسمى أيضًا " الشق بين الألوية" أو الشق الألوي، أو  الشق الولادي أو الشق الكلوني، وهو الأخدود بين الأرداف الذي يمتد من أسفل العجز مباشرة إلى العجان، سمي بهذا الاسم لأنه يشكل الحدود المرئية بين النتوءات المستديرة الخارجية لعضلات الألوية الكبرى. يُعرف الشق بين الألوية في اللغة العامية باسم صدع المؤخرة bum crack (في المملكة المتحدة) أو شق المؤخرة butt crack (في الولايات المتحدة). يقع الشق بين الألوية أعلى فتحة الشرج.
الشق بين الأرداف هو عملية تشريحية سطحية للحوض والطرف السفلي. وهو الثلم العميق أو الأخدود الخلفي في خط الوسط في منطقة الألوية، المعروفة باسم الأرداف، وهو يفصل الألوية أو الأرداف عن بعضها البعض، يمتد من المستوى العجزي S3 أو S4 ويزداد عمقًا كلما انحدر إلى الأسفل، وينتهي أسفل قمة العجز، عند مستوى فتحة الشرج.
هناك العديد من الاضطرابات التي يمكن أن تؤثر على الشق بين الألوية بما في ذلك صدفية الثنيات، ومتلازمة التراجع الذيلي، والناسور الشعري.